# Dombe, Sagar
Dombe là một làng thuộc tehsil Sagar, huyện Shimoga, bang Karnataka, Ấn Độ.